# Phare de Rua Reidh
Le phare de Rua Reidh (en gaélique écossais : Rubha Reidh ) est un phare qui se trouve à proximité de l'entrée de Loch Ewe dans le Wester Ross (en) (Ross and Cromarty), dans le comté de Highland au nord de l'Écosse.
Ce phare est géré par le Northern Lighthouse Board (NLB) à Édimbourg,l'organisation de l'aide maritime des côtes de l'Écosse.
Il est maintenant protégé en tant que monument classé du Royaume-Uni de catégorie B.

## Histoire
Un phare sur Rubh'Re Point a été d'abord proposé par l'ingénieur civil David Stevenson en 1853. Le bâtiment a été commencé par son fils, David Alan Stevenson en 1908 et le phare a été mis en service le 15 janvier 1912. La première lumière était fournie par une lampe à paraffine qui a été converti à l'électricité. L'objectif original, la lentille de Fresnel se trouve maintenant exposée au Gairloch Heritage Museum (en), situé à proximité. La sirène de brouillard a été mise en service en 1912 et donnait 4 blasts toutes les 90 secondes. Elle a été interrompue en 1980 ainsi que toutes les sirènes de brouillard en Écosse. La corne rouge de la sirène, avec son mécanisme de chronométrage a été enlevée pour être aussi exposée au musée de Gairloch. Le bâtiment de la sirène et sa salle des machines ont été partiellement démolis.
Au nord, un quai et une rampe fournissaient l'accès depuis la mer à marée haute. C'était le seul accès pour les approvisionnements (paraffine, vivres et matériel) jusqu'à ce que la route de Gairloch soit construite en 1962. Les marchandises étaient transportées par un petit chariot sur des rails.

### Les bâtiments du phare
Depuis l'automatisation du phare en 1986, les logements des gardiens n'étant plus nécessaires ont été vendus en propriété privée. Le site n'est pas accessible au public et depuis 2004 le phare est monument classé de catégorie B.

### Faune
La mer, autour de cette péninsule, est peuplée de requins pèlerins et de phoques de l'Atlantique. Sur la falaise on voit des Fulmars, cormorans huppés et des nids de mouettes.

### Lien connexe
- Liste des phares en Écosse